# First Republic Bank
First Republic Bank, ook wel kortweg First Republic, was een Amerikaanse commerciële bank met hoofdkantoor in San Francisco. First Republic werd in 1985 opgericht door Jim Herbert. 
In 2007 werd de bank overgenomen door Merrill Lynch, maar na de overname door Bank of America, werd First Republic weer verkocht via een plaatsing van de aandelen op de effectenbeurs. De bank was opgenomen in de S&P 500-aandelenindex. 

## Activiteiten
De bank werd opgericht in 1985 met het hoofdkantoor in San Francisco. Het bood een breed palet van financiële diensten aan voor particulieren, waaronder vermogensbeheer, en bedrijven. Het richtte zich men name op rijke particulieren. Het telde per eind 2022 zo'n 93 vestigingen. Per 31 december 2022 had de bank zo'n US$ 176 miljard aan spaargelden aangetrokken en een eigen vermogen van US$ 17,4 miljard.

### Resultaten
First Republic was een middelgrote bank met een balanstotaal van rond de US$ 200 miljard. Het was winstgevend met een rentabiliteit eigen vermogen van boven de 10%. Op 31 december 2022 voldeed de bank met een ruime marge aan de gestelde kapitaaleisen van de FDIC. Van de totale inkomsten was driekwart afkomstig van de rentemarge, het verschil tussen de ontvangen en betaalde rente, en de rest waren provisie-inkomsten.
| Jaar | Balanstotaal (× miljard) | Totaal inkomsten (× miljoen) | Toevoeging voorziening kredietverliezen (× miljoen) | Nettowinst (× miljoen) | Rentabiliteit eigen vermogen |
| ---- | ------------------------ | ---------------------------- | --------------------------------------------------- | ---------------------- | ---------------------------- |
| 2020 |                          | $ 4508                       | $ 157                                               | $ 1005                 | 10,6%                        |
| 2021 | $ 181                    | $ 5305                       | $ 59                                                | $ 1379                 | 12,2%                        |
| 2022 | $ 213                    | $ 6753                       | $ 107                                               | $ 1507                 | 11,6%                        |

## Problemen en overname door JPMorgan Chase
Eind 2022 en begin 2023 werden de problemen zichtbaar. De rente begon te stijgen waardoor de waarde van de activa op de balans onder druk kwam te staan. Veel geld was belegd in Amerikaanse staatsobligaties en met de stijgende rente werden deze minder waard. Niet-gerealiseerde verliezen liepen op in de miljarden dollars en zette het eigen vermogen onder druk waardoor de bank onder de kapitaaleisen dreigde uit te komen. Verder bestonden de verstrekte kredieten men name uit hypotheekleningen die niet op korte termijn opeisbaar zijn. Tot slot had de bank relatief grote spaarders aangetrokken en hun spaarsaldo lag ruim boven de US$ 250.000, die het Amerikaanse depositogarantiestelsel, garandeert. Toen de problematiek bij de bank bekend werden, wilden veel spaarders hun spaargeld ophalen en ontstond in maart 2023 een bankrun.
Op 16 maart ontving de bank voor US$ 30 miljard van elf andere Amerikaanse banken, waaronder de Bank of America, Citigroup, JPMorgan Chase en Wells Fargo.
Op 1 mei 2023 kondigde de Federal Deposit Insurance Corporation (FDIC) aan dat handel in First Republic-aandelen was gesloten door het California Department of Financial Protection and Innovation. De bank werd overgenomen door de FDIC en verkocht aan JPMorgan Chase. De First Republic Bank was daarmee in enkele maanden tijd de derde Amerikaanse bank die omviel, na de Silicon Valley Bank en Signature Bank.